# Rietvlei Nature Reserve
Rietvlei Nature Reserve je chráněné území v Pretorii o rozloze 38 km² v okolí přehrady Rietvlei Dam. Bylo ustaveno v roce 1929 a patří do provincie Gauteng. Nejvyšší bod je ve výšce 1473 metrů u výtoku z hráze a nejvyšší je ve výšce 1542 metrů. Okolí chráněného území je poměrně hustě osídlené, což ohrožuje jeho ochranu.